# Jakob 5. af Skotland
Jakob 5. af Skotland (engelsk James V of Scotland) (10. april 1512 i Linlithgow – 14. december 1542 på Falkland Palace) blev konge af Skotland i 1513 kun et år gammel. Søn af Jakob 4. af Skotland og Margareta af England.
Han blev konge som etårig i 1513, og under hans mindreårighed blev landet styret af en aristokratisk formynderregering.
Jakob orienterede sig udenrigspolitisk mod Frankrig og tog begge sine livsledsagersker derifra.
I 1542 udbrød der krig mellem Skotland og England. Krigen endte med et katastrofalt nederlag for Skotland.
Kort tid efter krigsnederlaget døde Jakob 5., og han efterlod sig kun et legitimt barn, datteren Marie Stuart.

## Ægtefæller
1. Gift med Madeleine (1520-1537, datter af Frans 1. af Frankrig)
2. Gift i 1538 med Marie af Guise. De fik datteren Marie Stuart

| Jakob 5.Huset StuartFødt: 10. april 1512 Død: 14. december 1542 |                             |                             |
| Titler som regent                                               |                             |                             |
| Foregående: Jakob 4.                                            | Konge af Skotland 1513–1542 | Efterfølgende: Marie Stuart |